# Mecodina albodentata
Mecodina albodentata är en fjärilsart som beskrevs av Swinhoe 1895. Mecodina albodentata ingår i släktet Mecodina och familjen nattflyn. Inga underarter finns listade i Catalogue of Life.